# Hellested
Hellested er en lille by på Sydsjælland med 579 indbyggere  (2024). Hellested er beliggende i Hellested Sogn på Stevns, fire kilometer syd for Hårlev, fire kilometer nord for Karise og 18 kilometer syd for Køge. Byen tilhører Stevns Kommune og er beliggende i Region Sjælland.
Hellested Kirke ligger i byen.
Hellested Friskole ligger i byen.

## Demografi
Pr. 1. januar, medmindre andet er angivet
| År   | Antal |
| ---- | ----- |
| 1976 | 448   |
| 1981 | 507   |
| 1986 | 507   |
| 1990 | 526   |
| 1996 | 528   |
| 2000 | 519   |
| 2004 | 587   |
| 2008 | 600   |
| 2010 | 597   |
| 2011 | 587   |
| 2013 | 586   |
| 2015 | 581   |
| 2017 | 568   |